# Han Xin
En aquest nom xinès, el cognom és Han.
Han Xin (mort el 196 aEC) va ser un general militar que va servir a Liu Bang (Emperador Gaozu de Han) durant el període interregne de la Disputa Chu–Han i va contribuir en gran manera a la fundació de la Dinastia Han. Han va ser nomenat com un dels "Tres Herois dels inicis de la Dinastia Han" (漢初三傑), juntament Zhang Liang i Xiao He.
Han és recordat com un cap militar brillant per les estratègies i tàctiques que va emprar en la guerra, algunes de les quals es van convertir en l'origen de determinades frases fetes xineses. En reconeixement de les contribucions de Han, Liu li va conferir els títols de "Rei de Qi" en el 203 aEC i de "Rei de Chu" l'any següent. Això no obstant, Liu tenia por de les capacitats de Han i va reduir gradualment el poder militar de Han, degradant-lo a "Marquès de Huaiyin" en el tardà 202 aEC. En el 196 aEC, Han va ser acusat de participar en una revolta i va ser atret a una trampa i executat per ordres de l'Emperadriu Lü Zhi.

## Biografia

### Inicis
Han va viure una infància en la misèria, ja que el seu pare va morir molt prompte. Era menyspreat pels altres que l'envoltaven, ja que sovint confiava en els altres per alimentar-se. Hi havia un gran interès en l'estratègia militar i es va dedicar a estudiar els tractats militars i a practicar tècniques d'espasa.
Una vegada, quan ell estava patint de fam, va conèixer a una dona que li va proporcionar aliments. Ell es va comprometre a pagar-li per la seva bondat després d'aconseguir grans èxits en la vida, però ella el va menysprear. En altra ocasió, un vàndal va veure a Han portant una espasa i el va desafiar a lluitar a mort o arrossegar-se entre les seves cames per suplicar per la vida. Han sabia que estava en desavantatge perquè el seu oponent era molt més fort i gran que ell, per tant, en comptes de respondre a les burles, humilment es va arrossegar entre les cames del bandarra i aquest últim es va riure d'ell.
Diversos anys més tard, després d'esdevenir el Rei de Chu, Han en va tornar al seu poble natal i va trobar la dona que li havia donat menjar i la va recompensar amb 1.000 taels d'or. Han també es va topar amb el bandarra i en compte de venjar-se, va nomenar al vàndal com a zhongwei (中尉; equivalent a un actual rang de tinent). Ell va dir, "Aquest home és un heroi. Penses que no podria haver-lo matat quan em va humiliar? No m'hagués fet famós fins i tot si l'hagués matat llavors. Per tant, vaig haver de suportar la humiliació per preservar la meva vida i així aconseguir grans èxits en el futur."

### Servint a Xiang Yu
En el 209 aEC, Han es va unir a l'exèrcit rebel de Xiang Liang quan les rebel·lions van esclatar en tota la Xina per enderrocar a la Dinastia Qin. Han va continuar servint a Xiang Yu (el nebot de Xiang Liang) després que Xiang Liang fos mort en combat a la batalla de Dingtao. Ell no va ser considerat en alta estima i va treballar com a sentinella i preparant menjars. Ell constantment proposava estratègies a Xiang, però era completament ignorat. En el 206 aEC, Han va desertar de l'exèrcit de Xiang Yu i va marxar a unir-se a Liu Bang.

### Unint-se a Liu Bang
Inicialment després d'unir-se a l'exèrcit de Liu Bang, a Han no se li va assignar cap rol important. Una vegada, ell va acabar violant la llei militar i va haver de ser castigat per execució. Quan en va arribar el seu torn per ser decapitat, Han va veure a Xiahou Ying (un dels generals de confiança de Liu Bang), i va dir: "Pensí que el rei volia governar un imperi. Llavors per què està matant als homes valents?"; Xiahou va restar parat i li va salvar la vida a Han, per més tard recomanar-li a Liu Bang. Liu no hi va quedar impressionat amb Han i el va posar a càrrec dels subministraments d'aliments. Durant eixe temps, Han va conèixer a Xiao He (un dels principals assessors de Liu), el qual va reconèixer el seu talent.
En 206 aEC, Xiang Yu li va concedir el títol de "Rei de Han" a Liu Bang després que Xiang va dividir l'Imperi Qin en Divuit Regnes, i Liu va ser traslladat a la remota regió de Bashu (avui en dia Sichuan). Alguns dels homes de Liu van entrar-hi en un descontentament després de passar mesos a Bashu i van acabar desertant. Mentrestant Han n'estava esperant que Xiao He el recomanara a Liu, però no havia rebut notícies des de fa molt de temps i, per tant, es va decebre i va marxar també. Quan Xiao sentí que Han havia marxat, ell immediatament es va afanyar a buscar a Han per portar-lo de tornada, i no va poder informar a temps a Liu Bang sobre la seva partida. Xiao finalment va abastar a Han i va aconseguir persuadir-lo de tornar amb ell. Aquest esdeveniment va donar lloc a la dita, "Xiao He persegueix a Han Xin sota la llum de la lluna" (蕭何月下追韓信). Mentre ocorria això, Liu ja estava pensant que Xiao també havia desertat però es va alleujar quan el va veure tornant amb Han. Així és que Liu li va preguntar a Xiao, "De tots aquells que van desertar, per què has triat portar de tornada només a Han Xin?" Xiao llavors va recomanar plenament Han a Liu, dient que el talent de Han era inigualable. Liu n'acceptà el suggeriment de Xiao i en va celebrar una cerimònia especial per nomenar a Han com general i comandant en cap del seu exèrcit.

### Conquerint els Tres Qins
Després del seu nomenament, Han va analitzar la situació per Liu Bang i va concebre un pla per Liu perquè aquest conquerira el regne de Chu Occidental de Xiang Yu. En el tardà 206 aEC, les forces de Liu van deixar Hanzhong i es prepararen per atacar els Tres Qins a Guanzhong. Han va ordenar a alguns soldats de simular estar reparant la carretera de galeria que enllaçava Guanzhong i Hanzhong, mentre que alhora enviava un altre exèrcit a passar clandestinament a través de Chencang i fer un atac sorpresa contra Zhang Han. Zhang va ser sorprès amb la guàrdia baixa i les forces de Han van eixir victorioses, procedint posteriorment a apoderar-se també dels regnes de Sima Xin i Dong Yi. L'estratègia emprada per Han, coneguda com a Mingxiu Zhandao, Andu Chencang (明修棧道, 暗度陳倉; literalment: "Semblant estar reparant les carreteres de galeria alhora que es fan avenços en secret a través de Chencang"), es convertí en un dels Trenta-sis Estratagemes.

### Batalla de Jingsuo
Després de la conquesta dels Tres Qins, Liu va permetre a Han de dirigir un exèrcit per atacar a les forces restants de Zhang Han a Feiqiu, mentre ell personalment dirigia un exèrcit per atacar la capital de Chu de Pengcheng (actualment Xuzhou), capturant-la en el 205 aEC. Xiang Yu va tornar de la seva campanya en el regne de Qi per recuperar Pengcheng i va derrotar a Liu agafat per sorpresa en la Batall de Pengcheng. Liu es va retirar a Xingyang després de la seva derrota. Xiao He va ser posat a càrrec de Guanzhong i n'envià a Han a dirigir els reforços per ajudar a Liu. Han va derrotar les forces de Chu en la Batalla de Jingsuo i els va forçar cap a l'est de Xingyang.

### Campanya del Nord
En el tardà 205 aEC, Liu Bang va posar Han al comandament d'un exèrcit i el va enviar a conquerir els regnes rivals del nord de la Xina. El primer objectiu de Han va ser Wei Occidental, governat per Wei Bao, que havia fet defecció al bàndol de Xiang Yu després d'inicialment haver-se rendit a Liu Bang.

## Anotacions i referències
- Registres del Gran Historiador, volum 92
- Llibre de Han, volum 34
- Zizhi Tongjian, volum 12

Plantilla:S-roy
| Precedit per: Tian Guang | Rei de Qi 203 aEC – 202 aEC          | Succeït per: Liu Fei  |
| Precedit per: Xiang Yu   | Rei de Chu 202 aEC – 201 aEC         | Succeït per: Liu Jiao |
| Noblesa xinesa           |                                      |                       |
| Nou títol                | Marquès de Huaiyin 201 aEC – 196 aEC | Vacant                |